# アブルハサン・アリー (ナスル朝)
アブルハサン・アリー（アラビア語: أبو الحسن علي, Abū al-Ḥasan ʿAlī, アブー・アル＝ハサン・アリー、実際の発音：Abu-l-Ḥasan ʿAlī（アブ・ル＝ハサン・アリー）、生年不明 - 1485年）は、ナスル朝最末期の君主（在位：1464年 - 1482年、1483年 - 1485年）。最後の君主ムハンマド11世（ボアブディルの名で有名）の父である。

## 生涯
一族内での権力確立や軍の再編成を通じ、衰勢のナスル朝の勢力回復を目指す。アラゴン王国＝カスティーリャ王国の連合などによる攻勢にも必死の抗戦を繰り返すが、宮廷の内紛などもおこり挽回はならなかった。
息子ムハンマド（ボアブディル）と対立、1482年には息子がムハンマド11世として即位し、翌1483年にはカトリック両王によりムハンマドの王位が認められた。
アブルハサン・アリーは1485年に死去、弟ムハンマド12世が即位した。